# Толмачов Микола Григорович
Микола Григорович Толмачов (8 липня 1961, Торез).

## Освіта
1984 року закінчив з відзнакою Харківський авіаційний інститут.
2000 року закінчив Харківський національний університет імені В. Н. Каразіна, отримавши диплом економіста.
2002 року захистив кандидатську дисертацію на тему «Проектування керованих гасителів енергії в амортизаційних системах шасі літаків».

## Діяльність
З березня 1992 року Микола Толмачов є головним власником компанії «ТММ».
Станом на травень 2009 володів 70 % акцій компанії.
Написав докторську дисертацію на тему «Бі-речовина. Моделювання і реалізація фізичних параметрів».
Микола Толмачов опублікував близько 30 наукових робіт.
Микола Толмачов був співавтором виданої 2002 року книги «Агни йога. Справочник в 3-х томах».
Микола Толмачов є віце-президентом Будівельної палати України.
У рейтингу від журналу «ИнвестГазета» «Топ-100. Найкращі топ-менеджери України» за 2005 посів 4 місце.
У рейтингу від журналу «ИнвестГазета» «Топ-100. Найкращі топ-менеджери України» за 2010 посів перше місце у категорії «Найкращих професіоналів будівельної галузі».
2007 року загальнонаціональний проект «Людина Року» нагородив Миколу Толмачова званням «Підприємець Року».
В березні 2011 року журнал «Фокус» оцінив статки Миколи Толмачова у 892 млн дол. США (26 місце серед найбагатших українців).
У 2012 році журнал «Фокус» розмістив бізнесмена у списку 20 найуспішніших аграріїв України, де він посів восьме місце (агрохолдинг Sintal Agriculture — земельний банк — 150 000 га).
Одружений. Виховує двох синів та доньку.

## Нагороди
У 2001 році Микола Толмачов нагороджений Хрестом пошани «За відродження України» II ступеня.
У грудні 2002 року Указом Президента України за створення полімерних сумішей, організацію їх промислового виробництва та масового використання в будівництві групі розробників будівельних сумішей «Токан» компанії ТММ в особі генерального директора Миколи Толмачова присуджено Державну премію України в галузі науки і техніки.
У 2007 році Загальнонаціональний проект «Людина року — 2006» нагородив Миколу Толмачова званням «Підприємець року».